# خودکشی در فرانسه

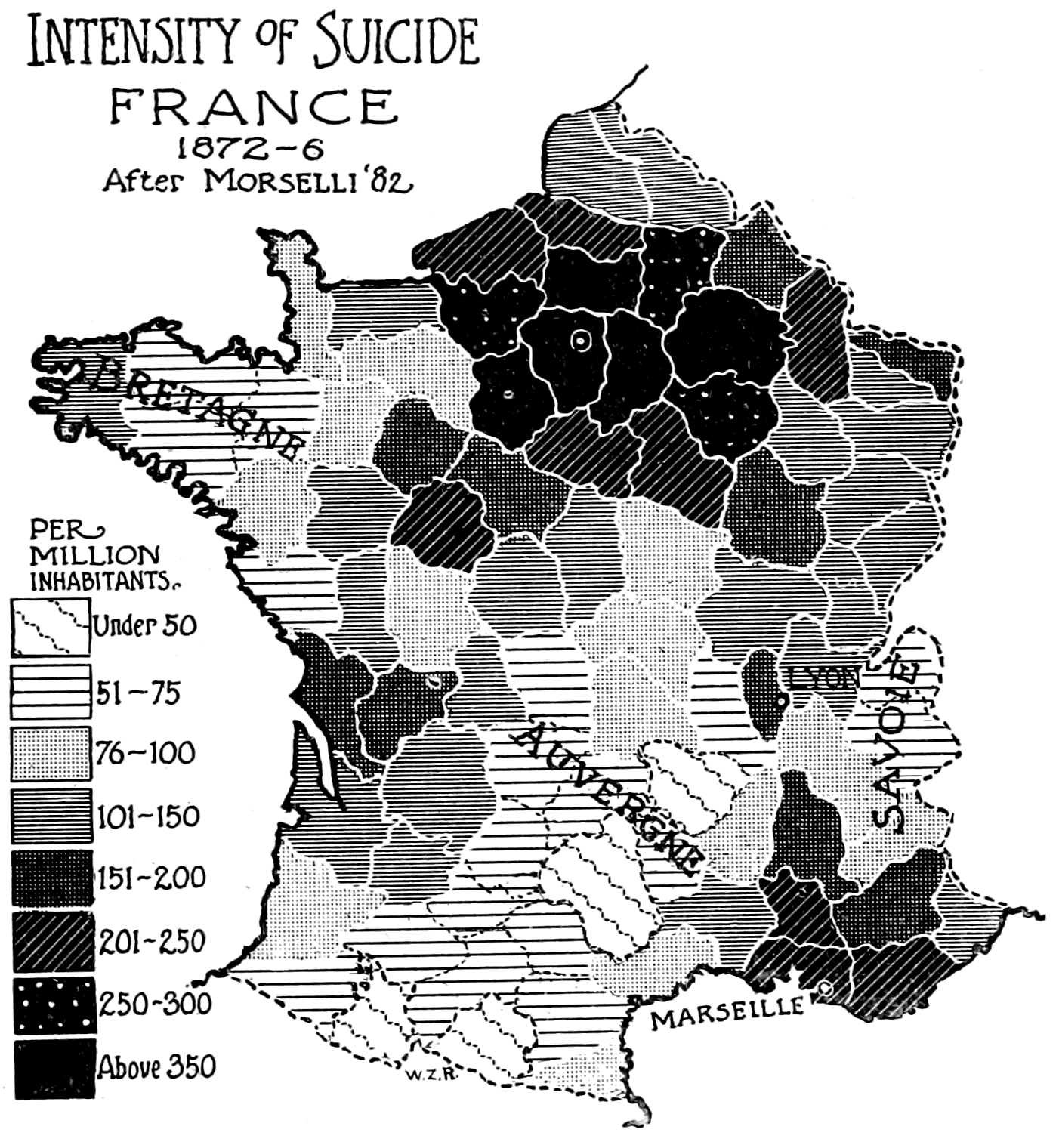
نقشه شیوع خودکشی در فرانسه از ۱۸۷۲ تا ۱۸۷۶.

طبق آمار سال ۲۰۱۲ سازمان بهداشت جهانی در رابطه با خودکشی، کشور فرانسه در رتبه ۴۷ از ۱۷۰ کشور قرار داشت. در این سال متوسط نرخ خودکشی فرانسه ۱۲.۳ تن در هر ۱۰۰،۰۰۰ تن بود.—بیش از آلمان یا بریتانیا. همچنین مردان فرانسوی سه برابر زنان اقدام به خودکشی کرده‌اند.
خودکشی‌هایی که در اورانژ اس.ای. به سال ۲۰۰۹ رخ داد، توجه رسانه‌ها را به خود جلب کرد. برخی این را پیامد خصوصی‌سازی در این شرکت می‌دانند.

## مطالعه بیش‌تر
- Farber, M. L. (1979). "Suicide in France: Some hypotheses". Suicide & life-threatening behavior. 9 (3): 154–162. doi:10.1111/j.1943-278X.1979.tb00560.x. PMID 473288. doi:10.1111/j.1943-278X.1979.tb00560.x